# Secăria
Secăria è un comune della Romania di 1 310 abitanti, ubicato nel distretto di Prahova, nella regione storica della Muntenia.